# Lowndes County (Mississippi)
Das Lowndes County ist ein County im US-Bundesstaat Mississippi. Das U.S. Census Bureau hat bei der Volkszählung 2020 eine Einwohnerzahl von 58.879 ermittelt.
Der Verwaltungssitz (County Seat) ist Columbus, das nach Christoph Kolumbus benannt wurde, einem italienischen Seefahrer in spanischen Diensten, dem gemeinhin die Entdeckung Amerikas zugeschrieben wird.

## Geographie
Das County liegt im Nordosten von Mississippi, grenzt im Osten an Alabama und hat eine Fläche von 1338 Quadratkilometern, wovon 37 Quadratkilometer Wasserfläche sind. Es grenzt an folgende Countys:
| Clay County      | Monroe County  | Lamar County (Alabama)   |
| Oktibbeha County |                |                          |
|                  | Noxubee County | Pickens County (Alabama) |

## Geschichte
Das Lowndes County wurde am 30. Januar 1830 aus Teilen des Monroe County gebildet. Benannt wurde es nach dem US-Kongressabgeordneten William Lowndes.

### Historische Objekte
In Columbus steht das historische S. D. Lee House, ein um 1847 errichtetes Haus. Besitzer war der ehemalige General Stephen Dill Lee. Das Gebäude wurde am 6. Mai 1971 vom National Register of Historic Places unter der Nummer 71000456 als historisches Monument aufgenommen.
Ein Gebäude hat den Status einer National Historic Landmark, das Charles McLaran House. 33 Bauwerke und Stätten des Countys sind insgesamt im National Register of Historic Places eingetragen (Stand 2. Februar 2018).

## Demografische Daten

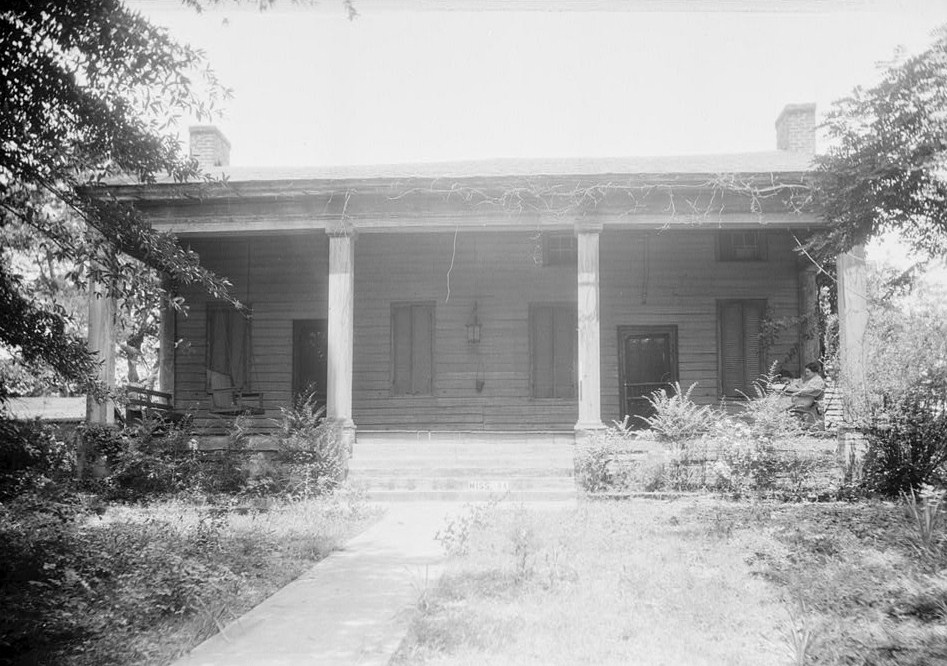
The Cedars, gelistet im NRHP Nr. 79001328

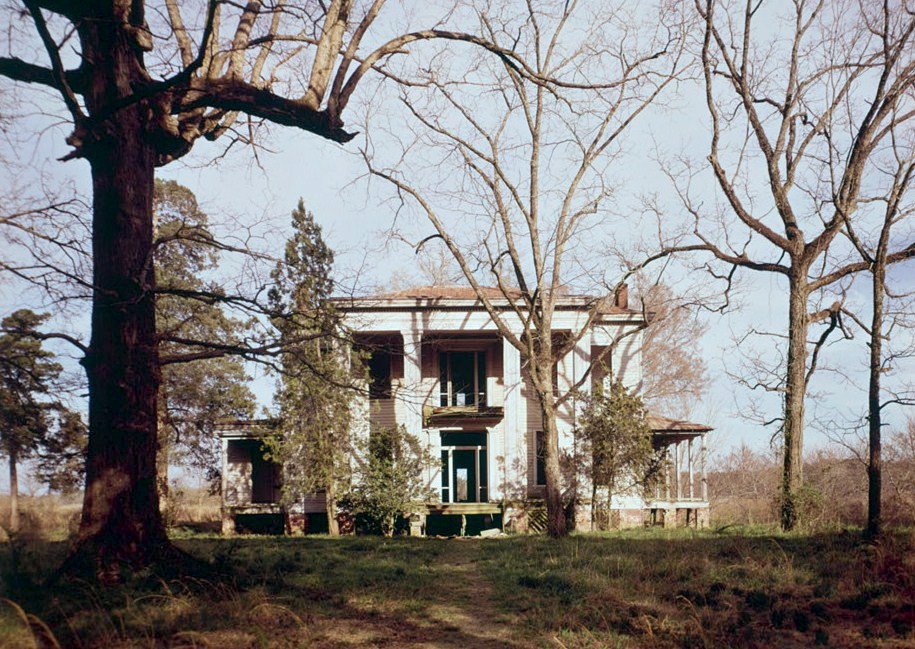
Cox-Uithoven House, gelistet im NRHP

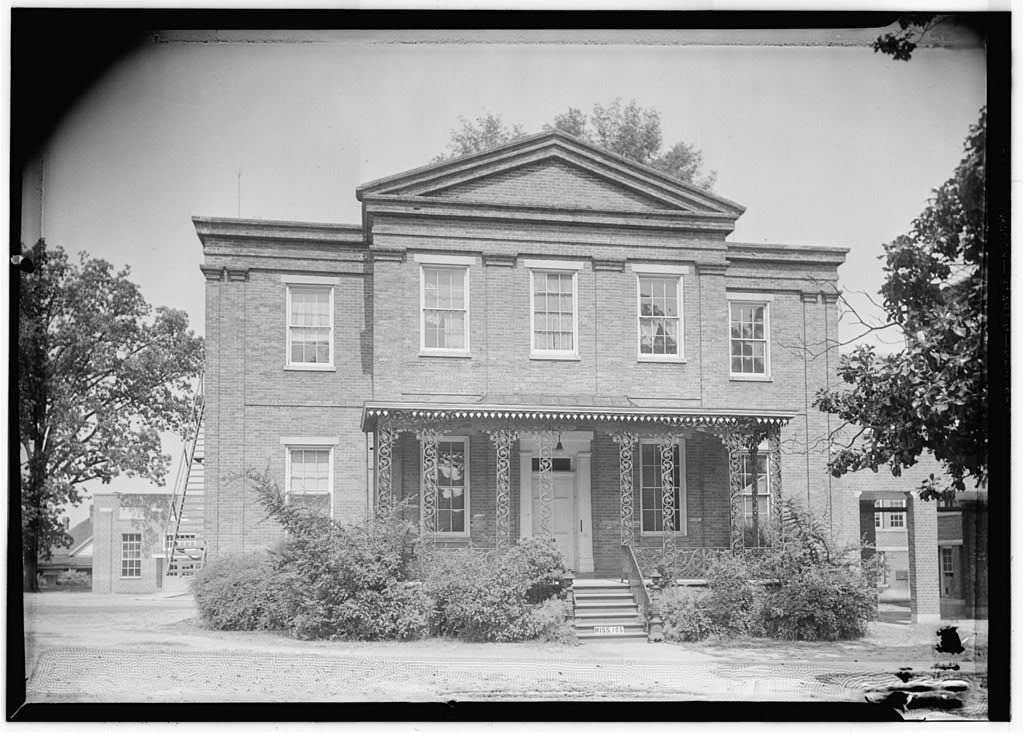
S.D. Lee House, gelistet im NRHP

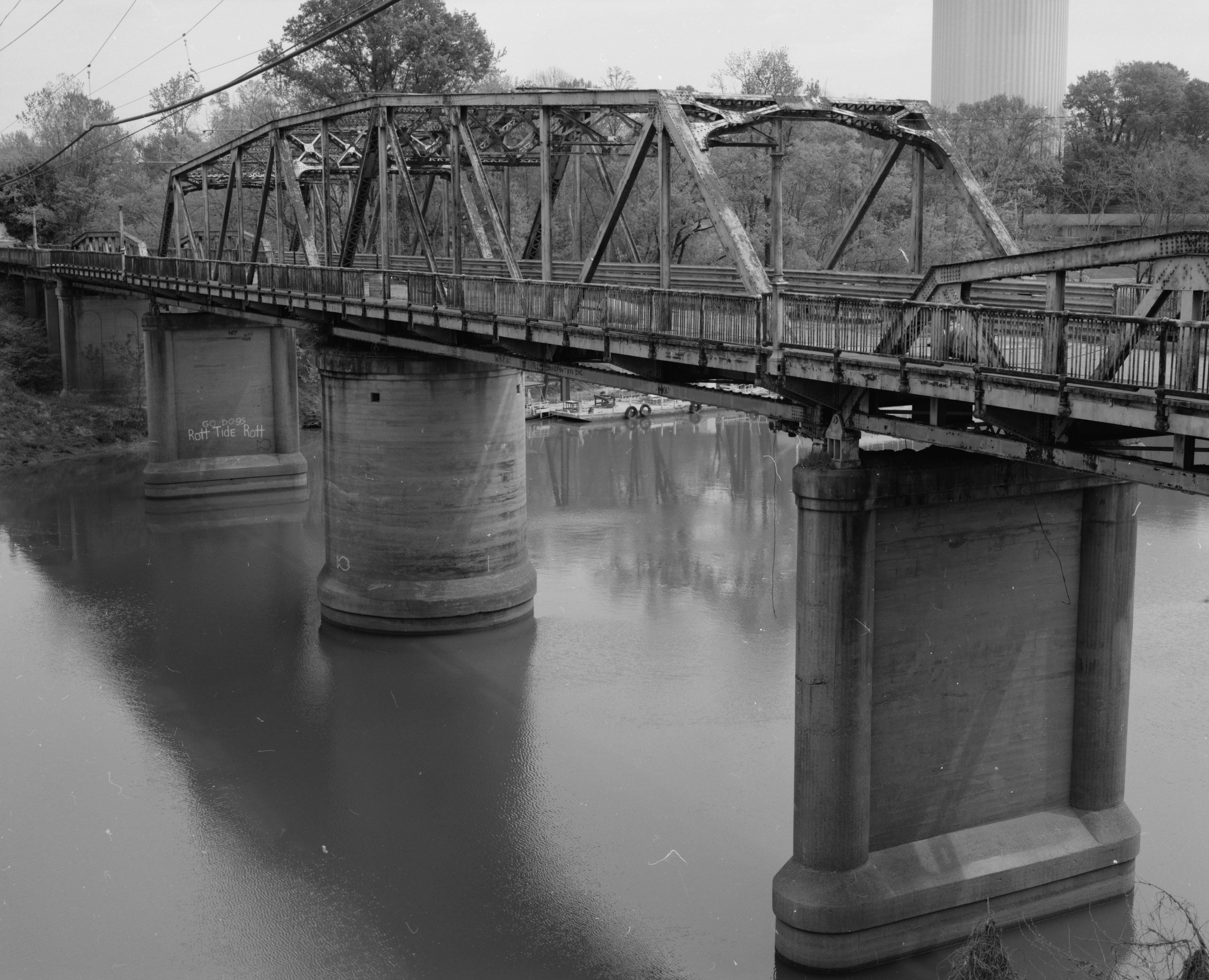
Columbus Bridge, gelistet im NRHP

Nach der Volkszählung im Jahr 2000 lebten im Lowndes County 61.586 Menschen in 22.849 Haushalten und 16.405 Familien. Die Bevölkerungsdichte betrug 47 Personen pro Quadratkilometer. Ethnisch betrachtet setzte sich die Bevölkerung zusammen aus 56,47 Prozent Weißen, 41,56 Prozent Afroamerikanern, 0,17 Prozent amerikanischen Ureinwohnern, 0,54 Prozent Asiaten, 0,03 Prozent Bewohnern aus dem pazifischen Inselraum und 0,39 Prozent aus anderen ethnischen Gruppen; 0,85 Prozent stammten von zwei oder mehr Ethnien ab. 1,11 Prozent der Bevölkerung waren spanischer oder lateinamerikanischer Abstammung, die verschiedenen der genannten Gruppen angehörten.
Von den 22.849 Haushalten hatten 36,5 Prozent Kinder unter 18 Jahren, die mit ihnen lebten. 49,2 Prozent waren verheiratete, zusammenlebende Paare, 18,7 Prozent waren allein erziehende Mütter und 28,2 Prozent waren keine Familien. 24,6 Prozent aller Haushalte waren Singlehaushalte und in 8,9 Prozent lebten Menschen im Alter von 65 Jahren oder darüber. Die durchschnittliche Haushaltsgröße lag bei 2,61 und die durchschnittliche Familiengröße bei 3,13 Personen.
28,6 Prozent der Bevölkerung war unter 18 Jahre alt, 10,6 Prozent zwischen 18 und 24, 29,2 Prozent zwischen 25 und 44, 20,4 Prozent zwischen 45 und 64 Jahre alt und 11,2 Prozent waren 65 Jahre oder älter. Das Durchschnittsalter betrug 33 Jahre. Auf 100 weibliche kamen statistisch 89,9 männliche Personen und auf 100 Frauen im Alter von 18 Jahren oder darüber kamen 84,2 Männer.

Das durchschnittliche Einkommen eines Haushaltes betrug 32.123 USD, das einer Familie 38.248 USD. Männer hatten ein durchschnittliches Einkommen von 31.792 USD, Frauen 20.640 USD. Das Prokopfeinkommen lag bei 16.514 USD. Etwa 18,0 Prozent der Familien und 21,3 Prozent der Bevölkerung lebten unterhalb der Armutsgrenze.

## Städte und Gemeinden
- Artesia
- Caledonia1
- Columbus
- Crawford
- Bent Oak
- Billups
- Flint Hill
- Forreston
- Kolola Springs
- Mayhew
- McCrary
- New Hope
- Penns
- Plum Grove
- Steens
- Trinity
- Wells
- Whitebury
- Woodlawn

1 – teilweise im Monroe County